# Lijst van FTP-serversoftware
Dit is een lijst met programma's die een FTP-server bevatten.

## Grafische interface
| Naam                                 | Licentie                                      | Platform                                            | Details |
| ------------------------------------ | --------------------------------------------- | --------------------------------------------------- | --- |
| FileZilla Server (zie ook FileZilla) | Open source                                   | Windows                                             | FTP en FTPS |
| GoAnywhere Services                  | Propriëtair                                   | i5/OS, Linux, BSD, Mac, Windows, AIX, Unix en HP-UX | FTP, FTPS, SFTP, HTTP, HTTPS-bestandsbeheer te beheren vanaf een webinterface. |
| Internet Information Services        | Propriëtaire freeware                         | Windows                                             | |
| NASLite                              | Freeware                                      | Linux                                               | FTP-/NAS-server |
| Pure-FTPd                            | Freeware                                      | Linux, BSD, Mac OS X en Windows                     | |
| Rumpus                               | Propriëtair, commercieel                      | Mac OS X                                            | Ondersteunt FTP, SFTP, HTTP, HTTPS, WebDAV, SSL, aanpasbare webinterface, remote webbeheer, remote applicatiebeheer, bestandsbeheer via webinterface, e-mailnotificaties, deeplinkingdownload |
| Serv-U                               | Propriëtair, commercieel                      | Windows                                             | Ondersteunt FTP, FTPS, SFTP, HTTP, HTTPS-listeners, Windows Active Directory-integratie, ODBC user/group-beheer, eventtriggers, remote webinterfacebeheer, bestandsbeheer via webinterface |
| Sysax Multi Server                   | Propriëtair (gratis voor persoonlijk gebruik) | Windows                                             | Secure FTP-server die ook werkt met Secure Shell Access en webbrowserbestandsbeheer. Ondersteunt FTP, FTPS, SFTP, HTTP, HTTPS, Telnet, en Secure Shell. Remote webinterfacebeheer, servereventtriggers en mogelijkheid tot het maken van scripts, Windows-authenticatie, ODBC, Active Directory. |
| War FTP Daemon                       | Open source                                   | Windows                                             | |
| zFTPServer Suite                     | Propriëtair (gratis voor persoonlijk gebruik) | Windows                                             | Beheer op afstand, ondersteunt SSL, FTPS en SFTP, virtueel bestandsysteem, mogelijkheid tot het maken van scripts |
| Xlight FTP Server                    | Propriëtair (gratis voor persoonlijk gebruik) | Windows                                             | Beheer op afstand, ondersteunt FTP, SFTP, virtueel bestandsysteem, Windows-authenticatie, ODBC, Active Directory. |

## Console/terminal-gebaseerd
| Naam       | Licentie               | Platform                                       | Details |
| ---------- | ---------------------- | ---------------------------------------------- | --- |
| CrushFTP   | Propriëtair, shareware | Mac OS X, Windows, Linux, BSD, Solaris en Unix | FTP, FTPS, SFTP, SCP, HTTP, HTTPS, WebDAV en WebDAV over SSL, AS2, AS3, Plugin API, Windows Active Directory / LDAP-authenticatie, SQL-authenticatie, GUI-remotebeheer, SSH Tunneling, HTTP(S) Tunneling en CrushTask                                |
| GlFTPd     | Open source            | Mac OS X, Linux, BSD en Unix                   | Virtuele gebruikers en groepen, privépaden, upload-/downloadsnelheden instellen, directe CRC-berekening van bestanden die worden geüpload, ondersteuning voor scripts, online gebruikersbeheer, ingebouwde statistieken, FTPS- en ACL-ondersteuning. |
| ProFTPD    | Open source            | Linux, BSD, Mac OS X en Windows (met Cygwin)   | |
| Publicfile | Open source            | Linux, BSD                                     | |
| Pure-FTPd  | Open source            | Linux, BSD, Mac OS X                           | Standaard FTP-serversoftware in de meeste Linuxdistributies. |
| SlimFTPd   | BSD-licentie           | Windows                                        | |
| Vsftpd     | Open source            | Linux en BSD                                   | Standaard FTP-server in Ubuntu, CentOS, Fedora, NimbleX en RHEL. |
| Wu-ftpd    | Open source            | Linux, BSD, Solaris en Mac OS X                | |

## Bibliotheken
| Naam      | Licentie     | Platform      | Details |
| --------- | ------------ | ------------- | --- |
| pyftpdlib | MIT-licentie | Multiplatform | Een high-level bibliotheek om eenvoudig FTP-servers te schrijven met Python. Het is momenteel de meest complete RFC-959-FTP-serverimplementatie beschikbaar voor Python. |